# Gustavo di Svezia
Gustavo di Svezia (nome completo Frans Gustav Oscar Bernadotte; Solna, 18 giugno 1827 – Oslo, 24 settembre 1852) fu principe di Svezia e Norvegia e duca di Uppland dalla nascita e apprezzato musicista e compositore.

## Famiglia d'origine
Gustavo era figlio secondogenito di re Oscar I di Svezia e di Norvegia e della sua consorte Giuseppina di Leuchtenberg
, al momento della sua nascita principi ereditari della corona di Svezia e di Norvegia.
I suoi nonni paterni furono Jean-Baptiste Jules Bernadotte, re di Svezia con il nome di Carlo XIV Giovanni e di Norvegia con il nome di Carlo IV Giovanni e la regina Désirée Clary; quelli materni Eugenio di Beauharnais, duca di Leuchtenberg e Augusta di Baviera, nata principessa di Baviera.

## Biografia
Gustavo studiò presso le Università di Uppsala e Cristiania, oggi Oslo, dimostrando grande interesse per la storia del suo Paese e per l'arte.
Entrò a far parte dell'esercito e ottenne, nel 1850, il grado di tenente colonnello.
Fu cancelliere della Reale Accademia d'Arte Svedese.
Era portato per le arti figurative, in particolare per il disegno, ma la sua vena artistica trovò espressione nel campo musicale. Due delle sue composizioni per cetra sono, ancora oggi, popolari in Svezia: Studentsången (La canzone dello studente) e Vårsång (Canzone di primavera). Scrisse anche diverse marce e altre opere per pianoforte. Usò il nome d'arte " G***** ".

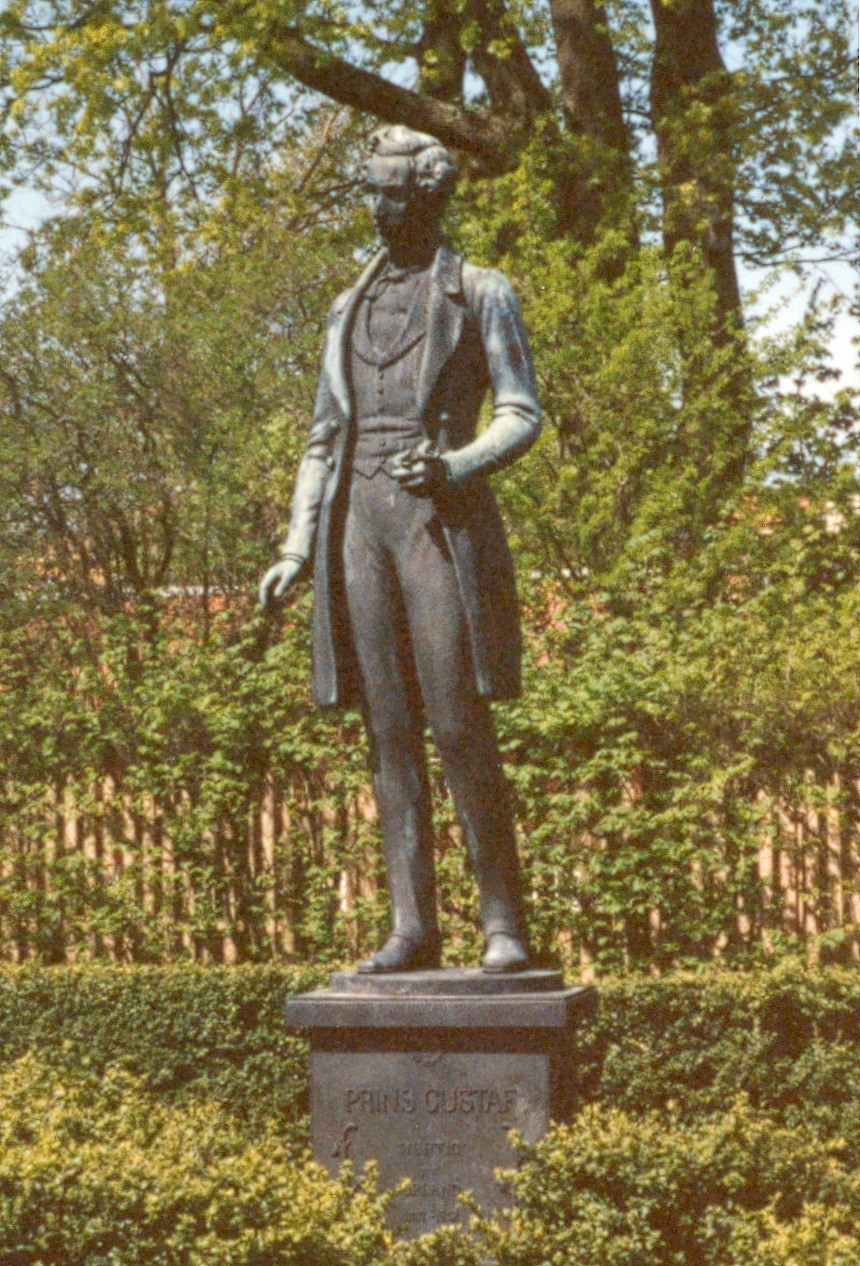
Statua di Gustavo di Svezia posta nei pressi della biblioteca dell'Università di Uppsala

Nel corso della sua vita Gustavo compì diversi viaggi in Svezia e in Norvegia. Nel febbraio del 1851 raggiunse il padre presso il Palazzo di Askersund, dove era sua abitudine soggiornare a lungo. Nel 1852 visitò la Norvegia per l'ultima volta, in quanto si ammalò durante il suo soggiorno nel Palazzo Reale di Cristiania e, in breve tempo, morì all'età di venticinque anni, il 24 settembre dello stesso anno.
Dopo la sua morte si iniziò a riunire tutte le informazioni da lui raccolte per realizzare un'opera compiuta sulla storia della Svezia ed anche le sue opere musicali.
Nel 1853 l'Accademia Reale Svedese della Musica, della quale Gustavo era membro dal 1844, gli dedicò un monumento installato nel Parco di Haga.
Nel 1927 lo scultore Carl Eldh realizzò una seconda statua del Principe che venne posta presso l'Università di Uppsala, dove egli studiò.
Nel 1944 il regista Schamyl Bauman realizzò un film intitolato Il principe Gustavo, una versione romantica della vita di Gustavo di Svezia.

## Albero genealogico
|                              |                          |                                                    | Genitori                                               |  |  | Nonni |  |  | Bisnonni              |  |  | Trisnonni       |  |
|                              |                          |                                                    |                                                        |  |  |       |  |  | Jean Henri Bernadotte |  |  | Jean Bernadotte |  |
|                              |                          |                                                    |                                                        |  |  |       |  |  | Jean Henri Bernadotte |  |  | Jean Bernadotte |  |
|                              |                          | Marie du Pucheu                                    |                                                        |  |  |       |  |  | Jean Henri Bernadotte |  |  |                 |  |
| Carlo Giovanni XIV di Svezia |                          |                                                    |                                                        |  |  |       |  |  | Jean Henri Bernadotte |  |  |                 |  |
|                              |                          | Jeanne de Saint Vincent                            | Jean de Saint Vincent                                  |  |  |       |  |  |                       |  |  |                 |  |
|                              |                          | Jeanne de Saint Vincent                            | Jean de Saint Vincent                                  |  |  |       |  |  |                       |  |  |                 |  |
|                              |                          | Jeanne de Saint Vincent                            | Marie d'Abbadie de Sireix                              |  |  |       |  |  |                       |  |  |                 |  |
| Oscar I di Svezia            |                          | Jeanne de Saint Vincent                            |                                                        |  |  |       |  |  |                       |  |  |                 |  |
|                              |                          | François Clary                                     | Joseph Clary                                           |  |  |       |  |  |                       |  |  |                 |  |
|                              |                          | François Clary                                     | Joseph Clary                                           |  |  |       |  |  |                       |  |  |                 |  |
|                              |                          | François Clary                                     | Françoise Agnes Ammoric                                |  |  |       |  |  |                       |  |  |                 |  |
| Désirée Clary                |                          | François Clary                                     |                                                        |  |  |       |  |  |                       |  |  |                 |  |
|                              |                          | Françoise Rose Somis                               | Joseph Ignace Somis                                    |  |  |       |  |  |                       |  |  |                 |  |
|                              |                          | Françoise Rose Somis                               | Joseph Ignace Somis                                    |  |  |       |  |  |                       |  |  |                 |  |
|                              |                          | Françoise Rose Somis                               | Catherine Rose Soucheiron                              |  |  |       |  |  |                       |  |  |                 |  |
| Gustavo di Svezia            |                          | Françoise Rose Somis                               |                                                        |  |  |       |  |  |                       |  |  |                 |  |
|                              | Alexandre de Beauharnais | François V de Beauharnais                          |                                                        |  |  |       |  |  |                       |  |  |                 |  |
|                              | Alexandre de Beauharnais | François V de Beauharnais                          |                                                        |  |  |       |  |  |                       |  |  |                 |  |
|                              | Alexandre de Beauharnais | Marie Anne Henriette Françoise Pyvart de Chastulle |                                                        |  |  |       |  |  |                       |  |  |                 |  |
| Eugenio di Beauharnais       | Alexandre de Beauharnais |                                                    |                                                        |  |  |       |  |  |                       |  |  |                 |  |
|                              |                          | Giuseppina de Tascher de la Pagèrie                | Joseph-Gaspard de Tascher de La Pagerie                |  |  |       |  |  |                       |  |  |                 |  |
|                              |                          | Giuseppina de Tascher de la Pagèrie                | Joseph-Gaspard de Tascher de La Pagerie                |  |  |       |  |  |                       |  |  |                 |  |
|                              |                          | Giuseppina de Tascher de la Pagèrie                | Rose-Claire des Vergers de Sanois                      |  |  |       |  |  |                       |  |  |                 |  |
| Giuseppina di Leuchtenberg   |                          | Giuseppina de Tascher de la Pagèrie                |                                                        |  |  |       |  |  |                       |  |  |                 |  |
|                              |                          | Massimiliano I di Baviera                          | Federico Michele di Zweibrücken-Birkenfeld             |  |  |       |  |  |                       |  |  |                 |  |
|                              |                          | Massimiliano I di Baviera                          | Federico Michele di Zweibrücken-Birkenfeld             |  |  |       |  |  |                       |  |  |                 |  |
|                              |                          | Massimiliano I di Baviera                          | Maria Francesca del Palatinato-Sulzbach                |  |  |       |  |  |                       |  |  |                 |  |
| Augusta di Baviera           |                          | Massimiliano I di Baviera                          |                                                        |  |  |       |  |  |                       |  |  |                 |  |
|                              |                          | Augusta Guglielmina d'Assia-Darmstadt              | Giorgio Guglielmo d'Assia-Darmstadt                    |  |  |       |  |  |                       |  |  |                 |  |
|                              |                          | Augusta Guglielmina d'Assia-Darmstadt              | Giorgio Guglielmo d'Assia-Darmstadt                    |  |  |       |  |  |                       |  |  |                 |  |
|                              |                          | Augusta Guglielmina d'Assia-Darmstadt              | Maria Luisa Albertina di Leiningen-Dagsburg-Falkenburg |  |  |       |  |  |                       |  |  |                 |  |
|                              |                          | Augusta Guglielmina d'Assia-Darmstadt              |                                                        |  |  |       |  |  |                       |  |  |                 |  |